# Ex facto oritur ius
Ex facto oritur ius significa letteralmente "il diritto nasce dal fatto" e impone, secondo Piero Calamandrei, a chi voglia  giudicare correttamente di accertare innanzitutto i fatti di cui si discute con fedeltà pedantesca. Erroneo, invece, è il considerare il brocardo come espressione dell'idea che la norma stessa possa scaturire dal fatto, il quale dunque verrebbe a porsi come una fonte di diritto, se non, eventualmente, nel senso che il fatto, storicamente inteso, sia l’occasione da cui scaturisce la necessità di darvi una regolamentazione. È, per esempio, da considerarsi applicazione del brocardo l'acquisto della sovranità territoriale derivante dall'effettivo esercizio del potere di governo su un territorio.